# Piprídeos
Piprídeos (Pipridae) é uma família de aves da ordem Passeriformes nativa dos neotrópicos encontrada do sul do México ao nordeste da Argentina e Brasil, incluindo Trindade e Tobago. São conhecidos popularmente como uirapuru, dançador, tangará, manaquim, rendeira, fruxu e soldadinho.

## Classificação
Sibley e Ahlquist (1990) incluíram o grupo dentro da família Tyrannidae como uma subfamília, a Piprinae.
| Imagem | Gênero                                  | Espécies |
| ------ | --------------------------------------- | --- |
|        | Pseudopipra Kirwan et al, 2016          | - Cabeça-branca, Pseudopipra pipra |
|        | Pipra Linnaeus, 1764                    | - Uiramiri, Pipra aureola - Uirapuru-laranja, Pipra fasciicauda - Rabo-de-arame, Pipra filicauda |
|        | Ceratopipra Bonaparte, 1854             | - Cabeça-de-ouro, Ceratopipra erythrocephala - Cabeça-encarnada, Ceratopipra rubrocapilla - Dançador-de-capuz-vermelho, Ceratopipra mentalis - Dançador-de-cauda-graduada, Ceratopipra chloromeros - Dançador-de-crista, Ceratopipra cornuta |
|        | Lepidothrix Bonaparte, 1854             | - Uirapuru-de-chapéu-azul, Lepidothrix coronata - Uirapuru-de-chapéu-branco, Lepidothrix nattereri - Uirapuru-estrela, Lepidothrix serena - Dançador-de-costas-azuis, Lepidothrix isidorei - Dançador-de-coroa-celeste, Lepidothrix coeruleocapilla - Dançador-de-coroa-dourada, Lepidothrix vilasboasi - Dançador-de-coroa-prateada, Lepidothrix iris - Dançador-do-tepui, Lepidothrix suavissima |
|        | Antilophia L. Reichenbach, 1850         | - Soldadinho, Antilophia galeata - Soldadinho-do-araripe, Antilophia bokermanni |
|        | Chiroxiphia Cabanis, 1847               | - Tangará-rabilongo, Chiroxiphia linearis - Tangará-cauda-de-lança, Chiroxiphia lanceolata - Tangará-príncipe, Chiroxiphia pareola - Tangará-dos-yungas, Chiroxiphia boliviana - Tangará, Chiroxiphia caudata |
|        | Ilicura L. Reichenbach, 1850            | - Tangarazinho, Ilicura militaris |
|        | Masius Bonaparte, 1850                  | - Manaquim-de-asa-dourada, Masius chrysopterus |
|        | Corapipo Bonaparte, 1854                | - Dançarino-de-bibe-branco, Corapipo leucorrhoa - Dançarino-de-rufo-branco, Corapipo altera - Dançarino-de-garganta-branca, Corapipo gutturalis |
|        | Manacus Brisson, 1760                   | - Rendeira-de-colar-branco, Manacus candei - Rendeira-de-colar-laranja, Manacus aurantiacus - Rendeira-dourada, Manacus vitellinus - Rendeira, Manacus manacus |
|        | Machaeropterus Hahn, 1819               | - Tangará-bate-asa, Machaeropterus deliciosus - Tangará-rajado, Machaeropterus regulus - Tangará-riscado, Machaeropterus striolatus - Tangará-da-cordilheira, Machaeropterus eckelberryi - Uirapuru-cigarra, Machaeropterus pyrocephalus |
|        | Xenopipo Cabanis, 1847                  | - Dançarino-preto, Xenopipo atronitens - Dançarino-oliváceo, Xenopipo uniformis |
|        | Cryptopipo Ohlson et al., 2013          | - Manaquim-verde, Cryptopipo holochlora |
|        | Chloropipo Cabanis & Heine, 1859        | - Dançarino-amarelo, Chloropipo flavicapilla - Dançarino-azeviche, Chloropipo unicolor |
|        | Heterocercus Strickland, 1850           | - Coroa-de-fogo, Heterocercus linteatus - Dançarino-de-crista-laranja, Heterocercus aurantiivertex - Dançarino-de-crista-amarela, Heterocercus flavivertex |
|        | Neopelma P.L. Sclater, 1861             | - Fruxu-do-carrasco, Neopelma chrysocephalum - Fruxu-de-barriga-amarela, Neopelma sulphureiventer - Fruxu-do-cerradão, Neopelma pallescens - Fruxu-baiano, Neopelma aurifrons - Fruxu-serrano, Neopelma chrysolophum |
|        | Tyranneutes P.L. Sclater & Salvin, 1881 | - Uirapuruzinho, Tyranneutes stolzmanni - Uirapuruzinho-do-norte, Tyranneutes virescens |